# 克洛斯特湖 (巴登-符腾堡州)

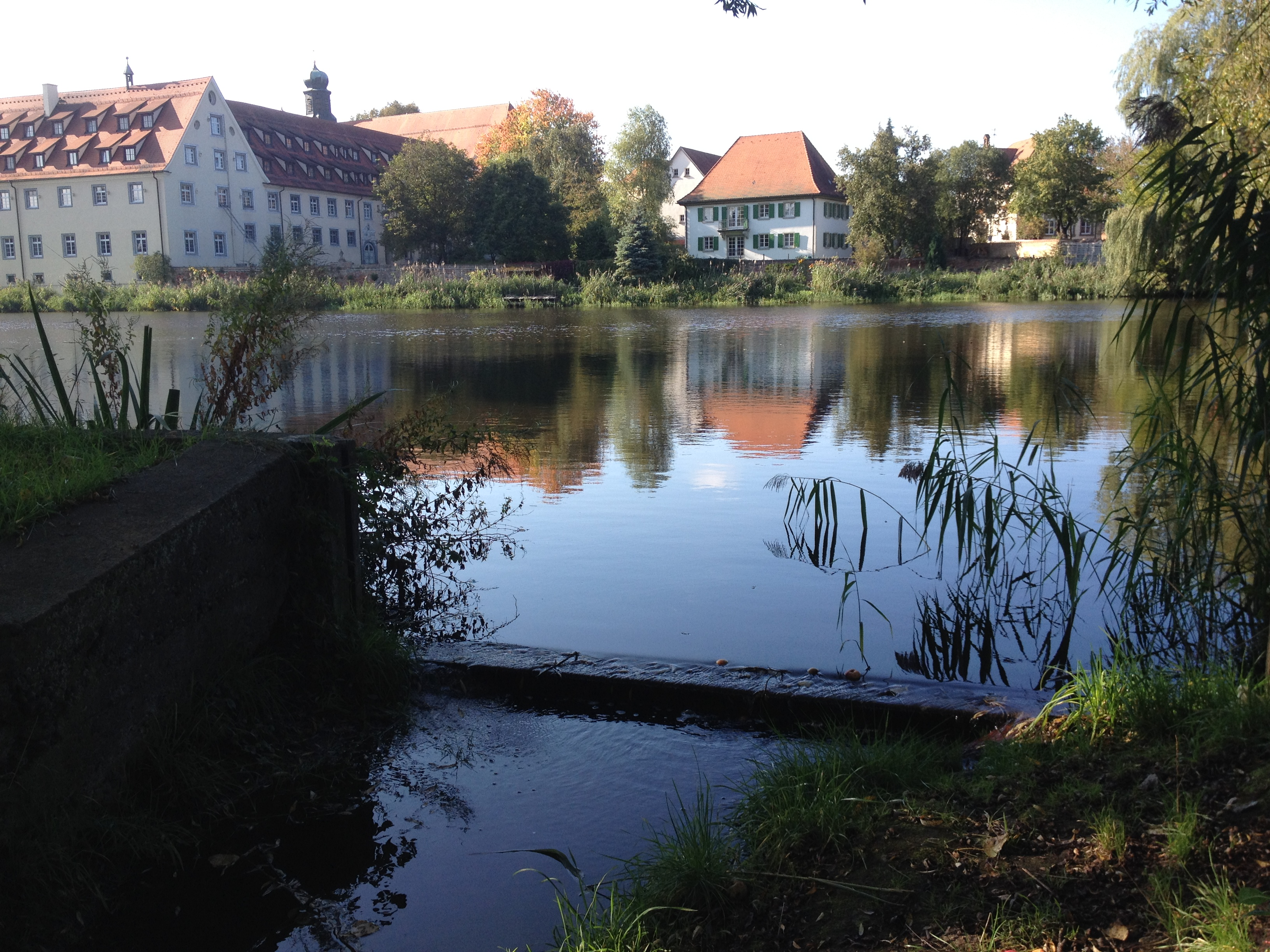

克洛斯特湖（德語：Klosterweiher），是德國的湖泊，位於該國西南部，由巴登-符騰堡州負責管轄，處於錫格馬林根縣，面積0.01平方公里，海拔高度655米，平均水深2.7米，最大水深3.9米，水體容量2.7萬立方米。